# Підготовка корисної копалини до сортування
Підготовка корисної копалини до сортування. При підготовці корисної копалини до сортування вирішують дві задачі:
- операції сортування;
- забезпечення нормального (ефективного) протікання процесу сортування.

Перша задача досягається підготовкою матеріалу за крупністю, друга — підготовкою поверхні частинок, що сортуються.
При підготовці корисної копалини за крупністю використовують операції дроблення і грохочення. Мета дроблення — доведення до заданої крупності при максимальному розкритті компонентів корисної копалини.
Крупність матеріалу, що збагачується сортуванням, становить 5-250 мм з розбиттям на вузькі класи крупності при модулі 2-3. Не допустиме передрібнення вже розкритого мінералу, оскільки це приводить до різкого зниження продуктивності.
Друга задача, що визначає ефективне ведення процесу, досягається підготовкою поверхні частинок. Особливо це важливо для методів, що використовують випромінювання оптичного діапазону. Забруднення поверхні частинок погіршує їх відбивну здатність.
Застосовують два способи підготовки поверхні:
- промивка (можливо з просушуванням);
- вплив на частинки вібрації з відсмоктуванням пилу.

Продуктивність процесу механізованого сортування залежить від використаного режиму.
При потоково-порційному режимі:
Qпп = 3600 mn/ tобс, т/год,
де mn — маса елементарної порції, т; tобс — час обслуговування елементарної порції, с.
Для класу крупності 20 — 100 мм маса порції 5 — 8 кг. Зі зменшенням крупності маса порції меншає.
При погрудковому режимі:
Qк = 3600*V*ρ*n, т/год,
де V — об'єм грудки, м³; ρ — густина речовини грудки, т/м³; n — частота спрацювання виконавчого механізму, с−1.
При шароподібній формі грудки V = π*d3сер /6, де dсер- середній діаметр грудки, м.
Тоді Qк = Qк*3600*π*d3сер *ρ*n /6; Qк = 600*π*d3сер*ρ*n, т/год.
При плоско-грудковому режимі:
Qп-г = 3600 V'*ρ*n, т/год,
де V'- приведений об'єм грудок, що одночасно входять в зону сепарації по всіх уявних або дійсних каналах, м³.
V' = V*k, де V — об'єм однієї грудки (зерна), м³, (V= πd3/6), k — число уявних каналів. k = kз В/ dсер, де kз — коефіцієнт заповнення зони сепарації за шириною;
В — ширина зони сепарації, м; dсер — середній діаметр грудки, що сортується, м.
Тоді V' = V kз В/dсер
Qп-г = 3600 V*kз *В* ρ*n/ dсер= 3600 π*d3сер *kз *В*ρ*n /6dсер= 600 π*d2сер *kз *В*ρ*n.
Qп-г= 600 π*d2сер*kз *В*ρ*n, т/год.